# Магат, Моисей Абрамович
Моисей Абрамович Магат (отчество при рождении Абрам-Генахович; 25 января (6 февраля) 1898, Вильно, Российская империя — ?) — советский медик, врач-онколог, патофизиолог. Доктор медицинских наук (с 1938), профессор.

## Биография
Сын народовольца Абрама-Генаха Мордух-Янкелевича (Абрама Мордуховича) Магата (1860, Вильна — ?), в быту известного также как Абрам Максимович Магат, и Райны Юделевны Левинталь (1863, Августов — ?).
В 1915—1918 годах обучался в Петроградском университете и в 1918—1919 годах — в университете Святого Владимира в Киеве (ныне Киевский университет).
В 1919—1921 годах служил в Красной Армии. В 1922 г. получив диплом биолога. В 1925 году окончил Киевский медицинский институт и природоведческий факультет Киевского высшего института народного образования.
Работал в Киевском рентгенорадиологическом и онкологическом институте (ныне Национальный институт рака).
С 1930 года заведовал лабораторией экспериментального рака, в 1933—1941 годах — заведующий отделом экспериментальной биологии и медицины.
После нападения Германии на СССР в 1941 году, как военный врач был мобилизован в РККА, служил старшим врачом полка. В том же году пропал без вести.

## Научная деятельность
Изучал этиологическую роль чистых канцерогенных веществ в генезисе рака.
Научные труды М. Магата посвящены, главным образом, вопросам экспериментальной онкологии, в том числе влиянию рентгеновских лучей и канцерогенных веществ на культуры нормальных и опухолевых клеток, механизмам канцерогенеза и физико-химическим свойствам раковой ткани, экспериментальной терапии рака.
Профессор М. Магат одним из первых обнаружил в культурах морфолог, изменения под влиянием канцерогенного вещества, похожие на трансформацию вирусного происхождения. Ряд работ посвящён генетике опухолевых клеток, гормонотерапии рака и др.

## Избранные публикации
- Роль клеточной проницаемости в проблеме раковой клетки // Вопросы онкологии: Мат. 1-го съезда онкологов. Х., 1936. Т. 9;
- Об этиологической роли канцерогенных веществ // Мат. 1-го з’їзду онкологів УРСР. К., 1940;
- Об основах действия рентгеновых лучей и лучей радия на опухоли // Вопр. рентгенологии и смеж. областей. К., 1941. Т. 2; * Экспериментальные исследования по химиотерапии опухолей комплексными соединениями железа // Сб. тр. Киев. н.-и. ренгенорадиол. и онкол. ин-та. 1947. Т. 3.